# AUTS2
AUTS2‏ (AUTS2, activator of transcription and developmental regulator) هوَ بروتين يُشَفر بواسطة جين AUTS2 في الإنسان.